# Nicolau Dols i Salas
Nicolau Dols i Salas   (Palma, 6 de desembre de 1967) és un lingüista, catedràtic d'universitat i esperantista mallorquí.
Dols és llicenciat en Filosofia i Literatura (Filologia Catalana) per la Universitat de les Illes Balears, màster en Filosofia per la Universitat de Sheffield, titulat en estudis d'Àsia oriental per la Universitat Oberta de Catalunya i doctor en Filologia Catalana per la Universitat de les Illes Balears, amb menció d'un doctorat europeu. Ha dirigit projectes de recerca sobre fonologia infantil, història de la lingüística i anàlisi de la traducció. Els seus interessos en recerca són la teoria fonològica, les llengües artificials, la història de la lingüística i la traducció literària. Des del 1990, treballa com a professor a la Universitat de les Illes Balears (UIB). Ha exercit com a professor de català a la Universitat de Sheffield i com a professor d'esperanto a la Internacia Kongresa Universitato (IKU) - AIS —durant el 94è Congrés Universal d'Esperanto (UK) a Bialystok (2009). A Polònia, va substituir John Wells com a professor de fonètica (esperanto i general) als estudis de postgrau interlingüístics de la Universitat Adam Mickiewicz de Poznan. És membre de ple dret de l'Institut d'Estudis Catalans i, des de desembre del 2021, és el president de la Secció Filològica.

## Obra
Dols ha publicat obres pertanyents a diversos àmbits: des de la lingüística a la literatura, passant per l'assaig, la poesia, les traduccions o els articles científics. Una de les seves obres destacades és Catalan: a Comprehensive Grammar, de la qual són coautors Max W. Wheeler i Alan Yates, publicada el 1999 a Londres i Nova York, és autor d'un capítol de la Gramàtica del català contemporani («Processos en grups consonàntics»), coautor del Tesaurus Europeu de l’Educació, i responsable de l'edició crítica de La pronúncia llatina entre catalans, d'Antoni M. Alcover. El 2013, va publicar un llibre sobre aquest prohom mallorquí amb el títol, Antoni M. Alcover i la Seu de Mallorca. Dols també ha col·laborat en capítols de diversos llibres, com ara els següents: Noves aproximacions a la fonologia i la morfologia del català, Curs de perfeccionament de llenguatge oral per a professionals dels mitjans de comunicació, llengua i literatura catalana i la seva didàctica, Quadern per a la didàctica de la llengua Estel d’Or, Estudis en homenatge a Arthur Terry, Estudis en honor de Joan Veny i Material lingüístic en català per a exploracions logoaudiomètriques. A més, ha publicat nombrosos articles en revistes especialitzades i de divulgació científica, tant de l'àmbit català com hispàniques i internacionals.

### Poesia
- Feliç (Godall Edicions, 2020)

## Premis
- 2002. Premi de la Crítica Serra d'Or 2002 per la traducció al català de Llibre del desassossec, de Fernando Pessoa.
- 2017, Belartaj Konkursoj de literatura en esperanto. Primer premi de poesia pel poema Pasio. Poemo en ses stacioj [Passió. Poema en sis estacions].[12]